# Pelecopsis parvioculis
Pelecopsis parvioculis là một loài nhện trong họ Linyphiidae.
Loài này thuộc chi Pelecopsis. Pelecopsis parvioculis được František Miller miêu tả năm 1970.